# Brixton
Pour les articles homonymes, voir Brix (homonymie).
Brixton (prononcé en anglais : [bɹɪkstən]) est un quartier du sud de Londres, situé dans le district de Lambeth en Angleterre. La zone est identifiée dans le Plan londonien comme l'un des 35 principaux centres du Grand Londres. Brixton a connu une augmentation rapide de sa population au cours du 19e siècle grâce à l'amélioration des communications avec le centre de Londres.
Brixton est principalement résidentiel, bien qu'il comprenne le marché de Brixton et un important secteur commercial. Il s'agit d'une communauté multiethnique, dont un grand pourcentage de la population est d'origine afro-caribéenne. Il se situe dans le centre de Londres et est bordé par Stockwell, Clapham, Streatham, Camberwell, Tulse Hill, Balham et Herne Hill. Le district abrite les principaux bureaux du conseil municipal de Lambeth.
Brixton se trouve à 4,3 km au sud-sud-est du centre géographique de Londres (à partir d'un point situé près de la station de métro Brixton sur la ligne Victoria),.

## Géographie
Brixton est un quartier situé dans le sud de Londres, entre Wandsworth et Southwark, Brixton fait partie de l'arrondissement londonien de Lambeth. Situé à 5,3 km de Charing Cross, il est considéré comme la « capitale » de la communauté jamaïcaine de Londres. Le Windrush Square (en), situé entre Lambeth Town Hall et la Tate Library (en), a été construit afin de célébrer le 50e anniversaire de l'arrivée de la communauté afro-caribéenne moderne.
Brixton est constitué de sept grandes zones résidentielles :
- Stockwell Park Estate à côté de Stockwell Road et Brixton Road;
- Myatt's Fields South (en) et North à côté de Vassall Road;
- Angell Town près de Brixton Road à la frontière avec Camberwell;
- Loughborough dans le centre de Brixton;
- Moorlands Estate, près de Coldharbour Lane;
- St Matthew's, à la fourche entre Brixton Hill et Effra Road;
- Tulse Hill Estate un peu au Sud de St Matthews;
- Tilson Gardens, sur la New Park Road.

La majorité de la population de Brixton réside dans ces sept zones.

## Lieux environnants
- Stockwell
- Clapham
- Camberwell
- Tulse Hill
- Vauxhall
- Streatham

Station de métro la plus proche :
- Brixton

Gare la plus proche :
- Gare de Brixton

## Histoire

### Époque romaine
Les routes romaines de Clapham Road (A3) et Brixton Road (A23) constituent les premières traces de peuplement dans la région de Brixton. Au XIe siècle, Brixton était connu sous le nom de Brixiestan, qui signifie « la pierre de Brixi », et figure dans le Domesday Book. Au fil des ans, le nom a été abrégé en Brixton.

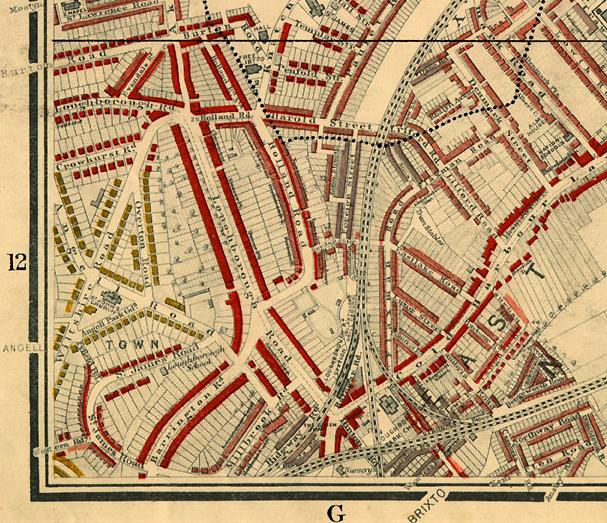
Carte de Brixton en 1889, montrant Coldharbour Lane, Angell Town et Loughborough Road. Publiée dans Life and Labour of the People in London par Charles Booth. Les zones rouges correspondent à la « classe moyenne, aisée » et les zones jaunes à la « classe moyenne supérieure et supérieure, aisée ».

Brixton est essentiellement composé de terrains agricoles jusqu'au début du XIXe siècle, les principaux lieux de peuplement se situant près de  Stockwell, Brixton Hill et Coldharbour Lane (en).

#### Développement auXIXesiècle

Vue du Vauxhall Bridge en 1821.

En 1816, l'ouverture du Vauxhall Bridge sur la Tamise permet un accès plus rapide à Londres et favorise le développement urbain autour d'Acre Lane. Les bâtiments les plus anciens de Brixton comprennent : 46 Acre Lane (1808), l'église St. Matthew (1812), le moulin à vent de Brixton (1816) et les Trinity Almshouses sur Acre Lane (1824).
Lors de la construction du réseau d'égouts de Londres au milieu du XIXe siècle, son concepteur, Sir Joseph Bazalgette, a incorporé les écoulements de la rivière Effra dans son "égout intercepteur de haut niveau", également connu sous le nom d'égout Effra.

##### Ouverture de la prison de Brixton en 1819

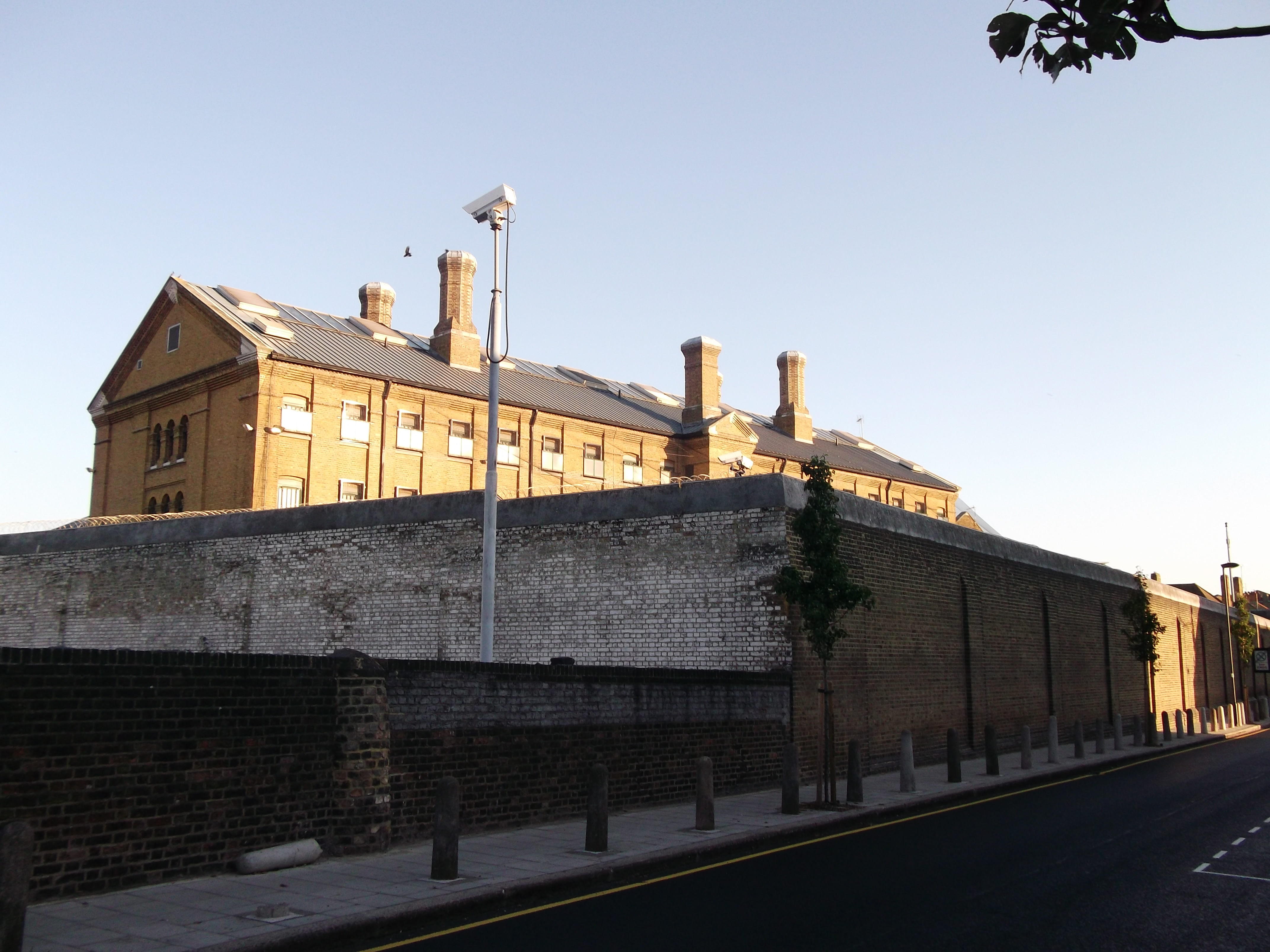
Murs de la prison de Brixton

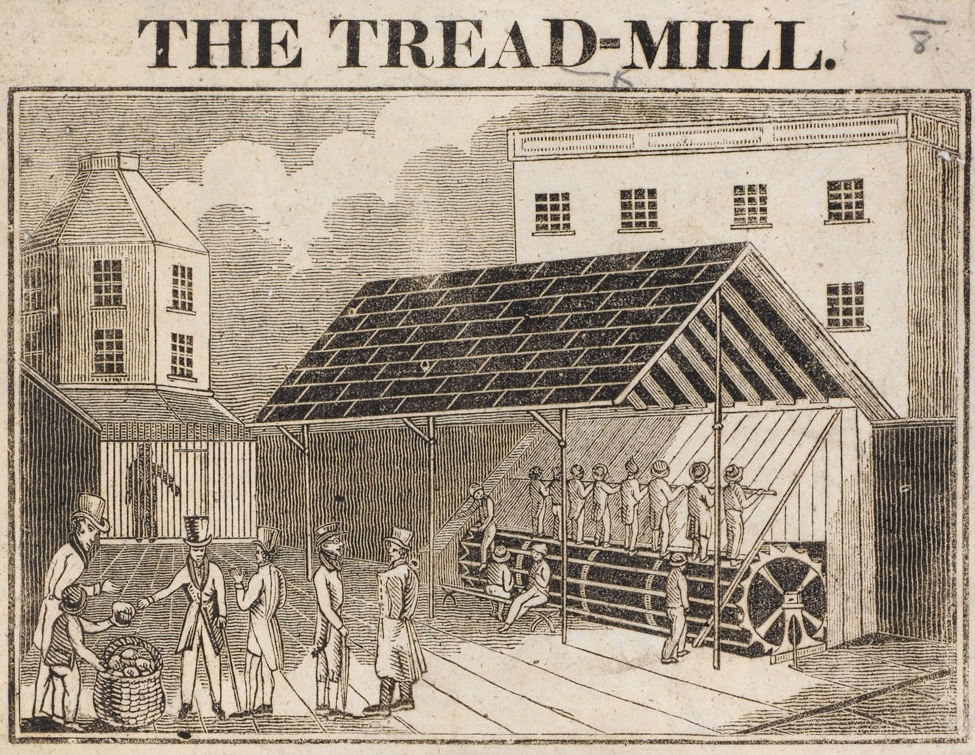
Tapis roulant à moudre le grain à la prison de Brixton

La prison de Brixton est ouverte en 1820, afin de répondre au problème de la surpopulation carcérale à Londres. Elle prend en charge des hommes, des femmes et des enfants dès l'âge de six ans qui purgent jusqu'à deux ans de peine. Elle est la première prison de Londres à introduire la sanction du tapis roulant conçu par William Cubitt pour moudre du grain, une forme de punition qui consistait à faire gravir les prisonniers des marches tournantes durant des heures d'affilée. Les conditions de détention déplorables, lui valurent la réputation d'une des prisons les plus rudes de Londres.

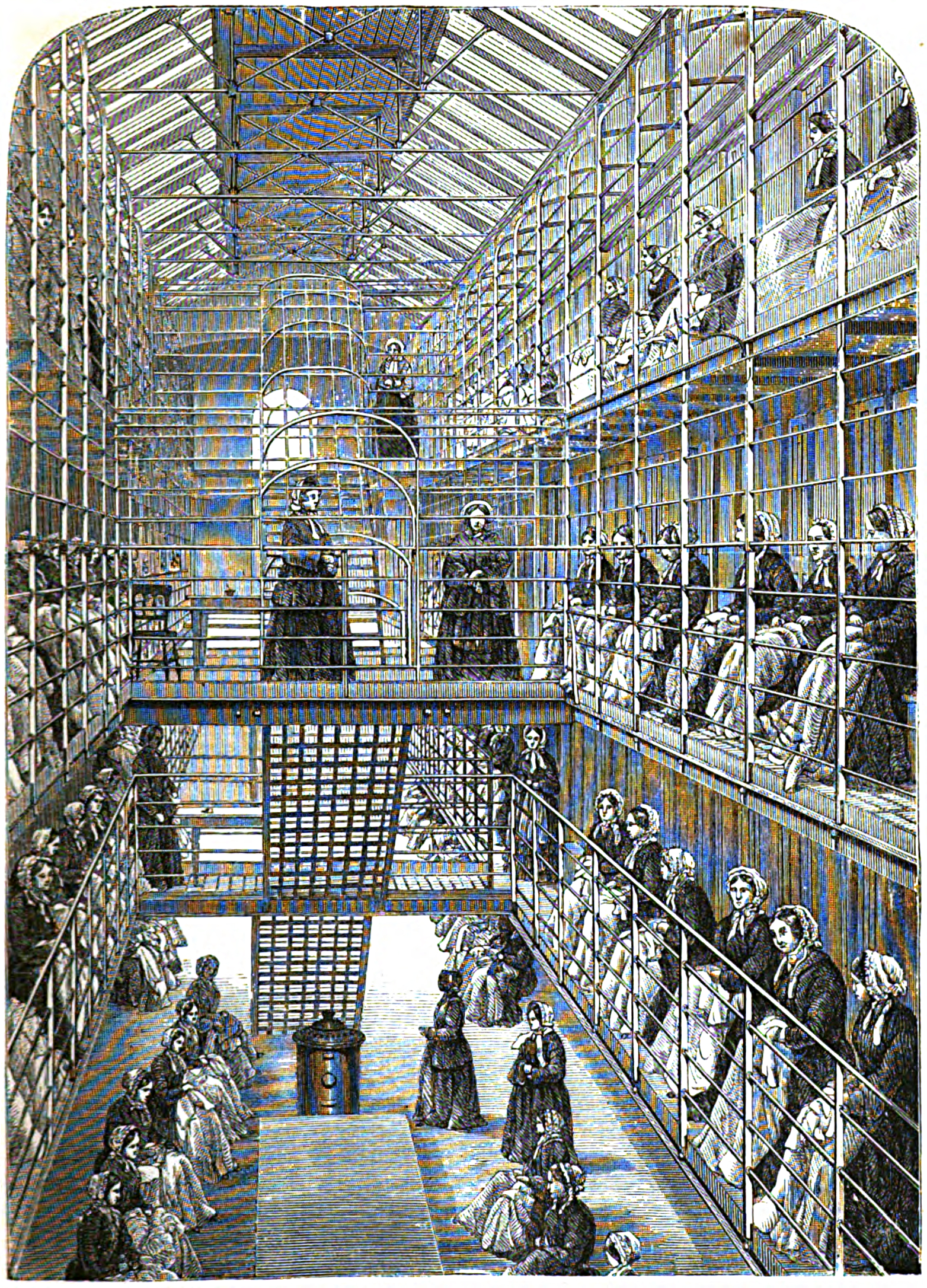
Prisonnières au travail à la prison de Brixton en 1862.

Le premier gouverneur de la prison est John Green, connu pour avoir fouetté des enfants et renvoyé plus tard en raison de sa violence et son état d'ébriété. En 1850 la prison devient une prison pour femmes, dirigée par Emma Martin, qui vivait dans la prison avec ses 11 enfants et acquit une réputation d'équité. Dans les années 1880 le bâtiment devient une prison militaire, puis redevient une prison normale au début du XXe siècle.
Parmi les prisonniers illustres on trouve l'écrivain et homme politique irlandais Terence MacSwiney qui meurt à la prison après une grève de la faim de 74 jours en 1920.
Oswald Mosley. fondateur de la British Union of Fascists (BUF) en 1932 y est transféré en 1940. Bertrand Russell a fait deux séjours à Brixton et a comparé son séjour à une croisière sur un paquebot. Mick Jagger y est emmené 1967 après avoir été reconnu coupable de détenir de la drogue. Les jumeaux Krays y sont incarcéré en 1969 pour meurtre.

##### Expansion à l'ère victorienne
Dans le cadre de la loi de réforme de 1832, l'expansion de la région de Londres a été représentée par la création de nouveaux arrondissements parlementaires couvrant la zone métropolitaine. Seule la partie de Brixton située au nord de St Matthew's Church a été intégrée à l'arrondissement parlementaire de Lambeth, reflétant ainsi la nature encore semi-rurale de la partie sud de la zone. La population de Brixton était de 10 175 habitants en 1841, soit environ 10 % de la paroisse de Lambeth. En vingt ans, la population des deux quartiers a doublé,.
Brixton a été reliée au centre de Londres par chemin de fer le 25 août 1862, lorsque la gare de Brixton et South Stockwell sont ouvertes par la London, Chatham and Dover Railway sur la Victoria Line. Le 13 août 1866, la London, Brighton & South Coast Railway a ouvert la gare de Loughborough Park, avec des liaisons vers London Bridge et, l'année suivante, vers Victoria. L'arrivée des chemins de fer a entraîné un boom de la construction. Brixton s'est transformé en une banlieue de classe moyenne entre les années 1860 et 1890 et est devenu un grand centre commercial. Le premier grand magasin spécialisé, le Bon Marché (Brixton), a ouvert ses portes sur Brixton Road en 1877 et l'Electric Avenue a été l'une des premières galeries marchandes à être éclairée à l'électricité. Le marché de Brixton a vu le jour sur Atlantic Road avant d'être déplacé sur Station Road dans les années 1920 afin de décongestionner la circulation.
En 1881, Brixton comptait 62 837 habitants, soit un quart de la paroisse de Lambeth.

### XXesiècle

#### Génération Windrush d'après guerre
Après l'adoption du British Nationality Act 1948 (en), une loi qui redéfinit la citoyenneté britannique en mettant les sujets coloniaux de la Grande-Bretagne sur un pied d'égalité avec ceux qui vivent dans les îles britanniques dans une tentative d'éviter la décolonisation, Brixton devient la destination d'une vague de personnes immigrées en provenance des Caraïbes et de l'Afrique de l'Ouest.

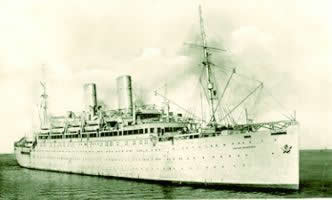
LEmpire Windrush

La première vague d'immigrants formant la communauté afro-caribéenne britannique est arrivée en 1948 aux docks de Tilbury sur le HMT Empire Windrush en provenance de Jamaïque et a été temporairement hébergée dans le centre d'hébergement de Clapham South. La bourse du travail la plus proche se trouvait à Coldharbour Lane à Brixton. Cette population est souvent appelée Windrush generation du nom du navire qui en transporta transporta 1034 jusqu'aux docks de Tilbury le 22 juin 1948.
L'arrivée des passagers est devenue un point de repère important dans l'histoire de la Grande-Bretagne moderne, et l'image des Antillais débarquant de la passerelle en est venue à symboliser le début de la société multiculturelle britannique moderne. En 1998, la zone située en face de la bibliothèque de Brixton a été rebaptisée « Windrush Square » pour marquer le 50e anniversaire de l'arrivée du Windrush.
Une partie de la population antillaise trouva des logements à Brixton à bas prix, mais avec de très mauvaises conditions de logement, rien n'étant entrepris au fil des ans pour améliorer la situation. Le plan d'aménagement du Grand Londres du conseil du Grand Londres avait identifié des zones considérées comme non habitables dont Lambeth faisait partie, et la démolition des logements insalubres y avait été entreprise. Ces habitations détruites devaient être remplacées par de nouveaux immeubles, mais la municipalité comptait pour les construire sur des investissements privés qui n'arrivèrent jamais. Les logements non démolis y furent laissés à l'abandon

#### Années 1970
Lambeth qui comptait la densité de population la plus élevée au Sud de la Tamise est devenu en conséquence de la présence de logements vacants et d'une forte densité de population l'un des arrondissements de Londres les plus squattés. On y dénombrait à peu près 3000 squats en 1976. La pratique du squat devint commune à de nombreux projets politiques comme la communauté gay de Brixton, le Brixton Black Women’s Group et Sabarr Books.
La British Black Panthers (BBP) organisation qui luttait pour les droits des Noirs et des minorités raciales au Royaume-Uni, est fondée en 1968. Le centre principal de l'organisation se trouvait à Brixton. Le mouvement BBP avait également une Ligue de la jeunesse. Le siège social, au 38 Shakespeare Road, a été acheté grâce à un don de l'écrivain John Berger (la moitié de son prix Booker Prize de 1972 pour le roman G.),. Les BBP ont publié leur propre journal appelé Freedom News et d'autres titres comme Black Power Speaks (1968) et Black People's News Service (1970).
Dans les années 1970 des affaires d'erreurs judiciaires dont des hommes noirs sont victimes défraient la chronique et exacerbent les tensions raciales dans le quartier : les Oval Four en mars 1972. Durant les décennies suivantes, des campagnes se développent pour que les condamnations des personnes noires soient réexaminées. Des manifestations et des réunions publiques sont organisées à la mairie de Lambeth.

#### Émeutes de Brixton 1981 à 1995
En avril 1981 et septembre 1985, Brixton fut la scène d'émeutes (émeute de Brixton de 1981 et émeute de Brixton de 1985) que certains qualifièrent de race riots (émeutes selon l'appartenance ethnique). Elles firent plusieurs centaines de blessés graves. Dans les deux cas, elles mettaient en scène des jeunes hommes noirs qui contestaient certaines mesures discriminatoires de la police. À la suite des manifestations de 1981, le gouvernement envoya Lord Scarman (en) enquêter. C'est à Brixton que furent tentées les premières politiques de police préventive (en). Mais la mort de noirs en garde à vue et un manque total de confiance en la police provoquèrent quelques émeutes durant les années 1990.
Plus récemment, le rôle symbolique de Brixton en tant que « âme des Noirs de Grande-Bretagne » amena la visite de Nelson Mandela en 1996, mais aussi du poseur de bombe néo-nazi David Copeland, dont une  attaque à la bombe en 1999 (en) blessa 39 personnes.

#### Mouvement punk dans les années 1970 à 1980
En 1979, The Clash chantent The Guns of Brixton. Une chanson engagée, dénonçant les violences policières à Brixton. La chanson a été écrite et chantée par Paul Simonon, bassiste de The Clash, qui a grandi dans la banlieue jamaïcaine de Brixton et bénéficié d'une culture reggae propre à Brixton.

##### Rebel Dykes
En 1981 un groupe de femmes se faisant appeler Women for Life on Earth a organisé une marche de Cardiff à la base de la Royal Air Force de Greenham Common pour protester contre le stockage de missiles nucléaires. Elles s'installent dans un camp exclusivement composé de femmes en février 1982. De ce camp d'entrainement à l'activisme pacifiste, beaucoup de femmes en partant s'installent à Brixton et formeront un groupe qu'elles appelleront rétroactivement en 2021 lors du tournage du film éponyme Rebel Dykes.

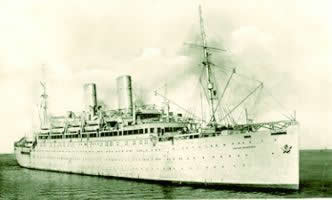
Windrush

## Politique
Brixton est composé de cinq circonscriptions électorales, Ferndale, Coldharbour, Herne Hill, Brixton Hill et Tulse Hill.

## Société

### Démographie
Brixton est un des quartiers les plus pauvres de la Grande Bretagne avec une densité de population élevée,. Près d'un quart de la population de l'arrondissement de Lambeth vit à Brixton. Brixton est un quartier jeune, avec un habitant sur cinq âgé de moins de 16 ans

### Évolution démographique
| Nombre d'habitants  | Lambeth | Brixton Acre Lane Ward | Brixton North Ward | Brixton Rush Common Ward | Brixton Windrush Ward | Herne Hill & Loughborough Junction Ward |
| Recensement de 2001 | 266'169 | 12'458                 | 14'376             | 12'898                   | 11'805                | 13'119                                  |
| Recensement de 2011 | 303'086 | 15'842                 | 16'784             | 15'032                   | 15'107                | 15'771                                  |
| Recensement de 2021 | 317'650 | 15'250                 | 16'325             | 14'933                   | 9'484                 | 16'155                                  |

## Culture

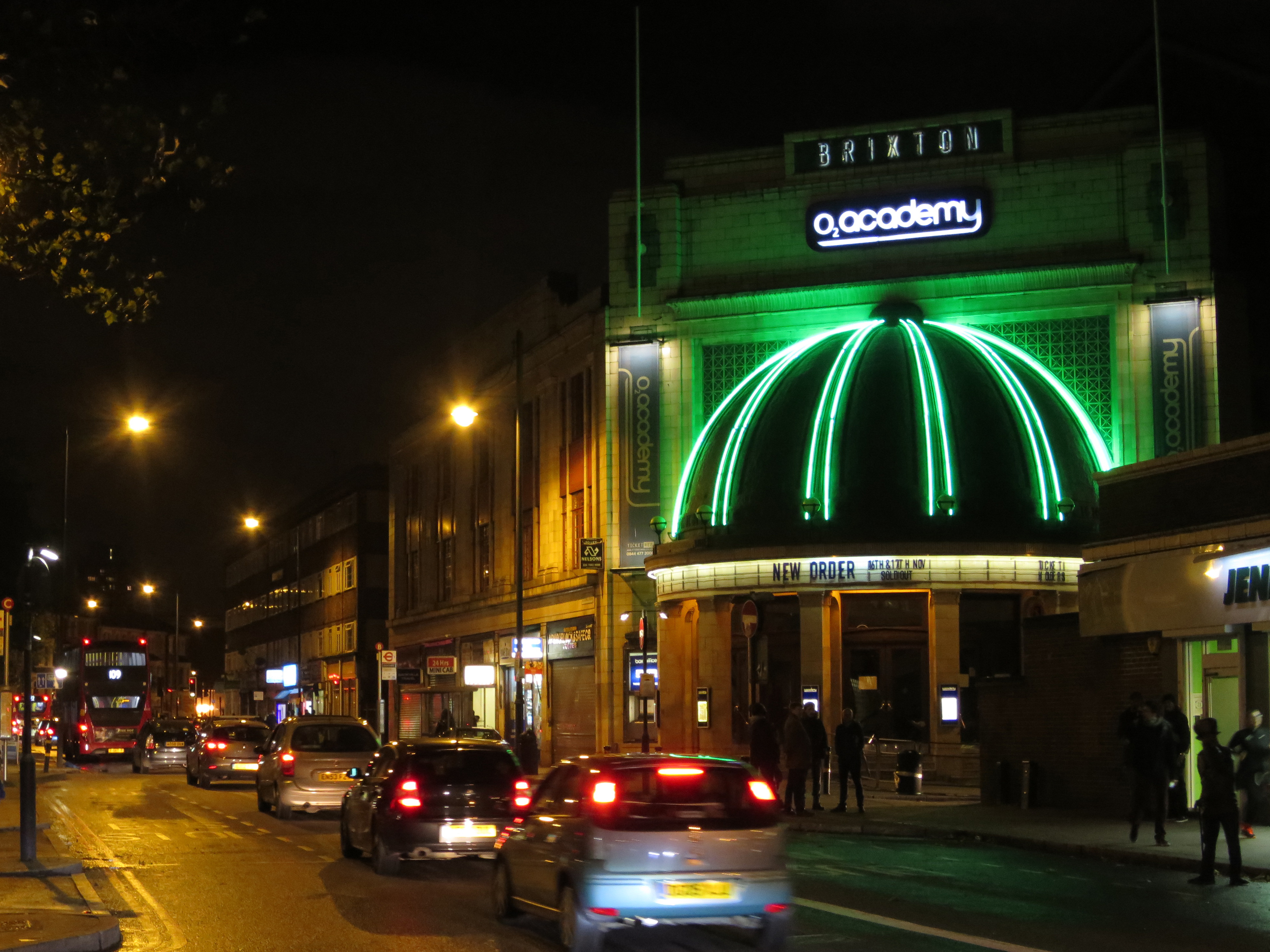
Brixton Academy, Stockwell

Brixton possède une scène musicale et culturelle large et variée. Les salles les plus grandes sont la Brixton Academy et Electric Brixton (en). La Brixton Academy attire les pièces les plus célèbres selon son site internet. Mais un certain nombre de plus petites scènes tel que le 414, The Windmill, Hootananny, Jamm (en) ou The Effra Tavern (parmi d'autres), sont de hauts lieux de la scène musicale londonienne, offrant des concerts d'artistes pointus et/ou internationalement réputés.

### Architecture et monuments historiques

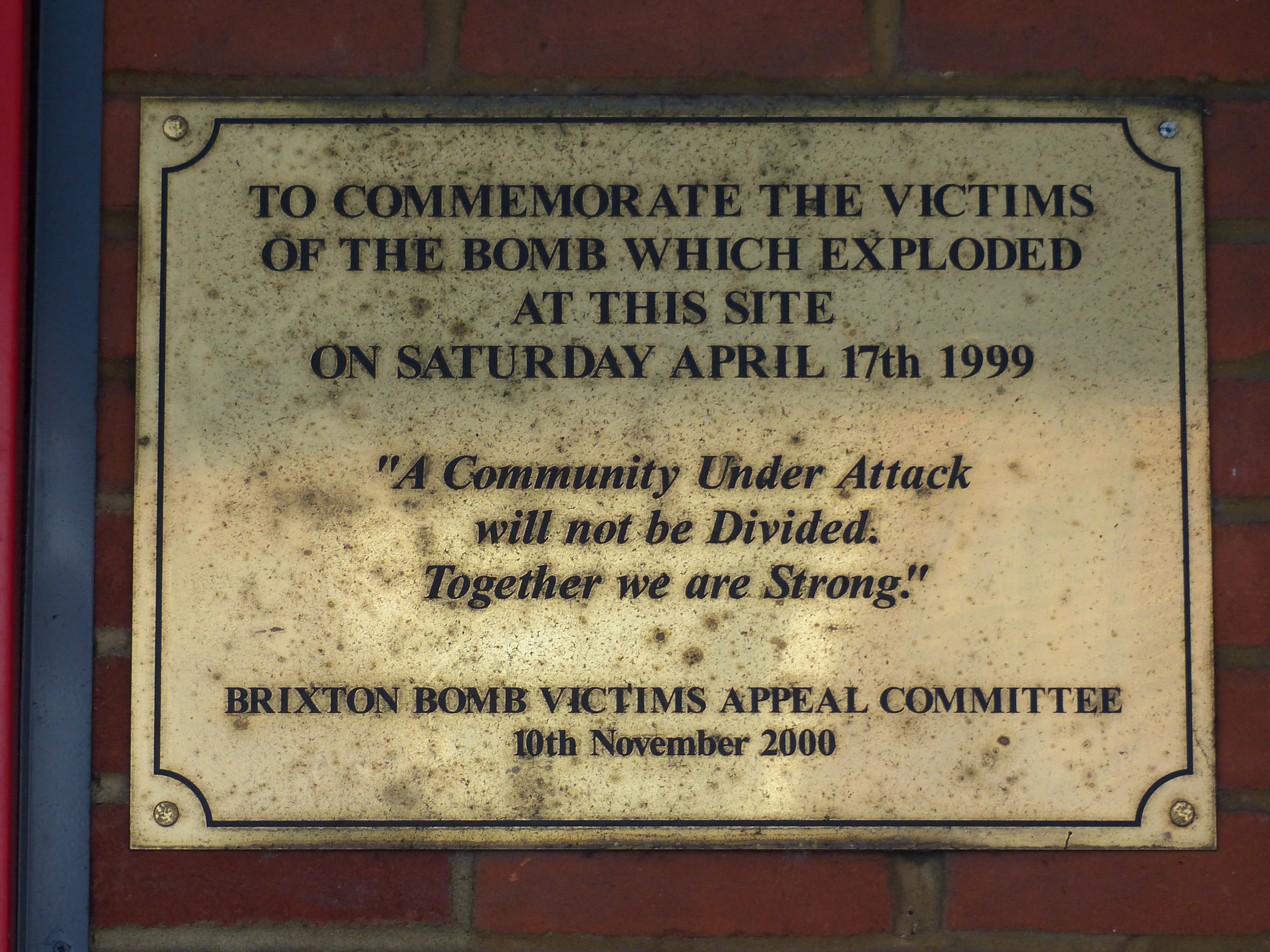
Plaque commémorant les attaques à la bombe du 17 avril 1999.

Le cœur de Brixton se trouve dans son marché qui se tient chaque matin, proposant des produits venant du monde entier. La chanson Electric Avenue écrite et chantée par Eddy Grant en 1983, parle d'une partie spécifique du marché, Electric Avenue, la première rue commerçante du Royaume-Uni qui fut éclairée par des lampes électriques en 1888.
Au marché on trouvera une grande variété de produits africains, mais aussi asiatiques, indiens ou sud-américains.
En 1970 Brixton fit construire le Stockwell Skatepark.
Le réalisateur Richard Parry, tourna en 2001 le film South West 9 (en) en référence au code postal de Brixton (SW9). Étrangement celui-ci correspond plus à Stockwell alors que SW2 couvre une grande partie de Streatham Hill.
On trouve également sur la commune de Brixton, un moulin à vent construit en 1816, entouré de maisons construites peu de temps après dues à l'explosion démographique de Londres.
Brixton abrite également le célèbre cinéma Ritzy.

#### Bâtiments historiques

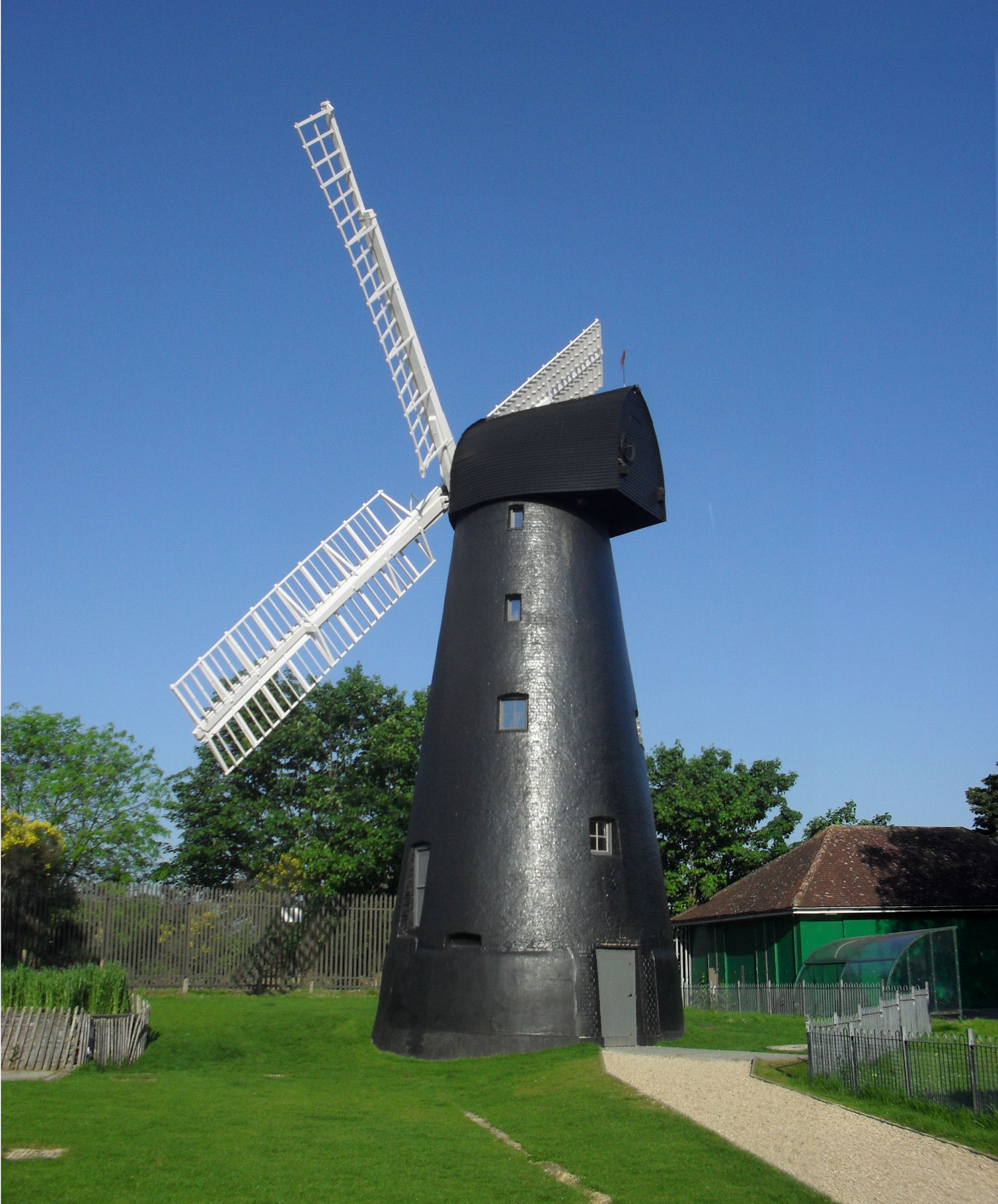
Moulin d'Ashby, construit en 1816.

Le moulin à vent d'Ashby a été construit en 1816, juste à côté de Brixton Hill et est entouré de maisons construites pendant l'expansion victorienne de Brixton.

#### Bâtiments religieux

##### St Matthew's Church

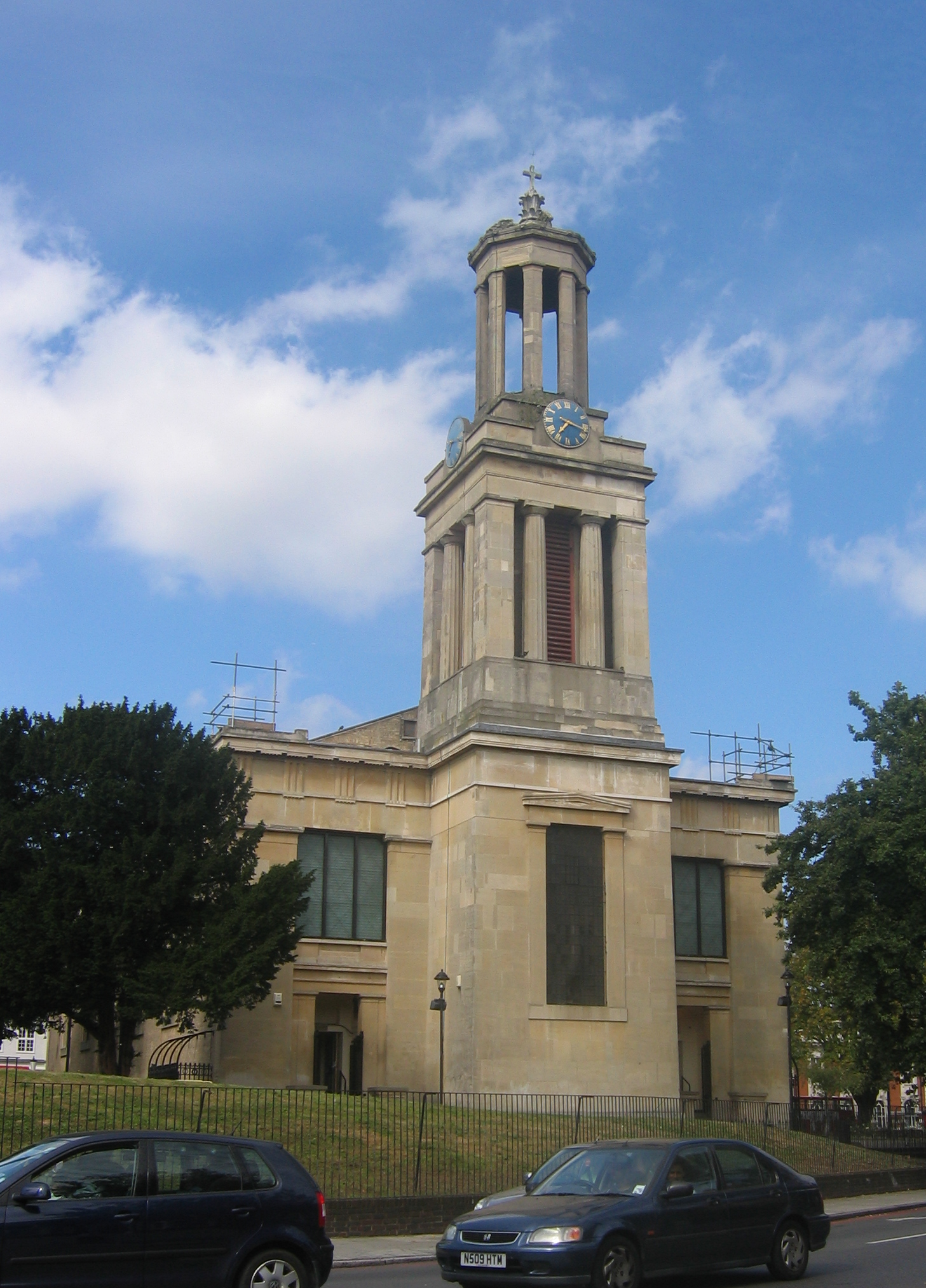
St Matthew's Church en 2007

Jusqu'en 1824, Brixton faisait partie de l'ancienne grande paroisse de Lambeth, dont l'église se trouvait à environ 4,8 km de là, à côté du palais de Lambeth. Ces dispositions étaient peu pratiques pour les habitants des nouveaux logements qui commençaient déjà à apparaître le long des routes principales traversant Brixton. La paroisse de St Matthew créée en 1824 comprenait Brixton, Brixton Hill, Herne Hill, Tulse Hill et la zone de Loughborough Junction et l'ouest de Camberwell. En 1886, la population de la paroisse s'élevait à 13 924 habitants. En 1901, la population de la paroisse est de 12 029 habitants.

## Personnes célèbres de Brixton

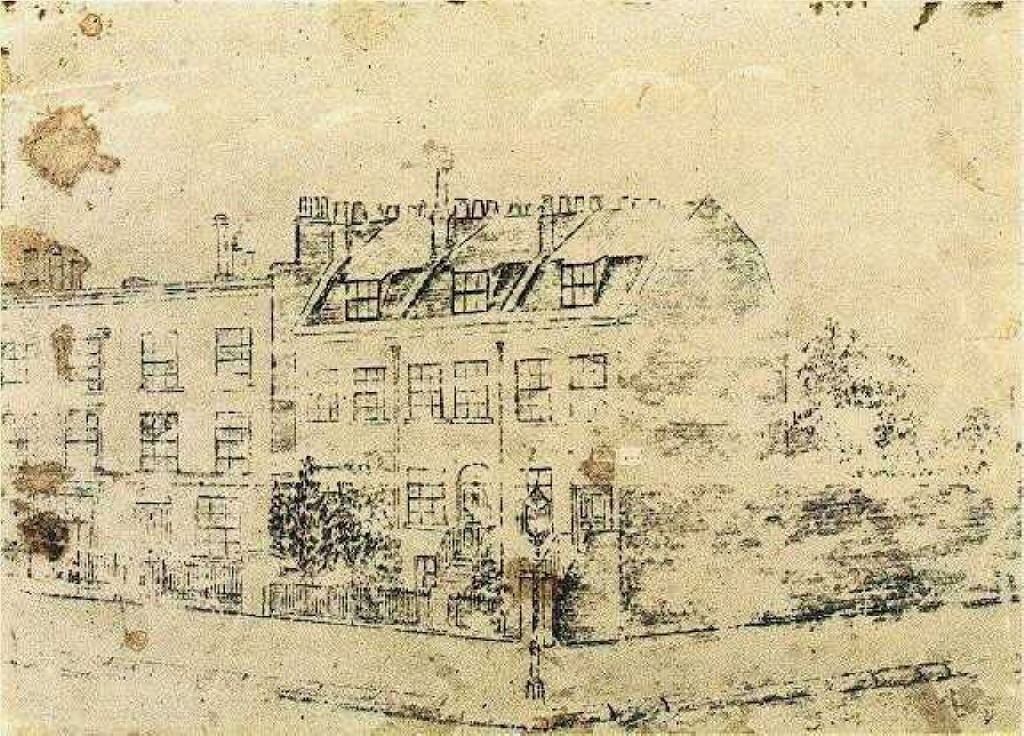
Dessin de Vincent van Gogh représentant le 87 Hackford Road, 1873 ou 1874.

- John Major, Premier ministre de 1990 à 1997, a passé une partie de son enfance à Brixton.
- Freddie Davies (en), comédien, est né à Brixton.
- David Bowie, chanteur, est né à Brixton.
- Paul Simonon, bassiste de The Clash, est né et a grandi à Brixton.
- Mick Jones, guitariste de The Clash, a grandi à Brixton.
- Dillinja, producteur de musique drum and bass, a grandi à Brixton.
- Sharon Osbourne, la femme de Ozzy Osbourne, est née à Brixton.
- Vincent van Gogh, peintre, a vécu à Brixton.
- C.L.R. James, historien, philosophe, militant politique trinidadien (trotskisme, panafricanisme, marxisme libertaire, etc.), spécialiste du cricket, y a passé ses dernières années.
- Dave, rappeur, est né dans le quartier de Brixton même s'il le quitta rapidement lorsqu'il déménagea dans celui de Streatham.
- Liz Obi (en)
- Olive Morris

### Ouvrages
- (en) George Clement Boase, Cubitt, William (1785-1861) dans Dictionary of National Biography, vol. 13, Londres, Smith, Elder & Co, 1885 (lire en ligne)
- (en) Brixton heritage trails : six walks around Brixton and Stockwell, London : Brixton Society, 2001 (ISBN 978-1-873052-11-2, lire en ligne)
- (en) Alex Wheatle, Sufferah: the memoir of a Brixton reggae-head, Akashic Books, 2023 (ISBN 978-1-63614-093-3, OCLC on1345214726, lire en ligne)
- (en) « Unearthing the UnrecordedMemory, History, and Urban Erasure in Brixton », sur wikipedialibrary.wmflabs.org (consulté le 16 mars 2024)
- (en) Leslie Scarman Internet Archive, The Scarman report : report of an inquiry, Harmondsworth, Middlesex, England : Penguin, 1986 (ISBN 978-0-14-022744-4, lire en ligne)
- (en) Graham Internet Archive, Bang! : a history of Britain in the 1980s, London : Atlantic Books, 2013 (ISBN 978-1-84887-145-8 et 978-1-84887-146-5, lire en ligne)
- (en) Internet Archive, London : from punk to Blair, London : Reaktion Books, 2012 (ISBN 978-1-78023-075-7 et 978-1-78023-049-8, lire en ligne)
- (en) Charles Internet Archive, Some of us are black : a human story of multi-racial development, Milton Keynes : Family Publications, 1993 (ISBN 978-1-871217-12-4, lire en ligne)

### Articles
- (en) Ruby Lott-Lavigna et Wunmi Onibudo, « Cash-Strapped Councils and Gentrification: The Problem with POP Brixton », sur Vice, 7 octobre 2019 (consulté le 16 mars 2024)
- (en-GB) Rob Baker, « The fascinating history of Brixton, the one-time ‘Oxford Street of the South’ », The Telegraph,‎ 29 avril 2019 (ISSN 0307-1235, lire en ligne, consulté le 16 mars 2024)
- (en-GB) Mike Urban, « A Brief History of HMP Brixton, London’s Oldest Prison by Chris Impey », 19 mars 2014 (consulté le 16 mars 2024)